# Woo Yuet dik goo si
Woo Yuet dik goo si (胡越的故事, comercialitzada en anglès com The Story of Woo Viet) és una pel·lícula de drama polític de Hong Kong del 1981 dirigida per Ann Hui i protagonitzat per Chow Yun-fat com el personatge principal. L'ajudant de direcció era Stanley Kwan i el coreògraf d'acció era Ching Siu-tung.
La pel·lícula va ser un dels primers drames polítics fets a Hong Kong. Va utilitzar la història dels refugiats vietnamites (boat people) per reflexionar sobre la gestió de Hong Kong del tema dels refugiats, i també sobre el sentiment de Hong Kong pel que fa al seu futur incert de la sobirania en aquell moment. També és la segona part de la trilogia vietnamita d'Ann Hui.
La pel·lícula inclou una famosa cançó en cantonès, "This is Love", cantada per Teddy Robin, el productor d'aquesta pel·lícula. Als Estats Units, la pel·lícula es va comercialitzar sota el títol God of Killers, aprofitant la popularitat de Chow a les pel·lícules de matances heroiques.

## Argument
La història mostra Woo Viet, que vol deixar enrere el seu país, Vietnam, i tornar a començar als Estats Units. Però primer ha d'anar cap a Hong Kong. En un camp de detenció de refugiats allà, descobreix que molts dels seus compatriotes estan desapareixent en circumstàncies misterioses. Quan Woo intenta esbrinar què està passant, s'adona que la seva vida està en perill i ha de marxar cap als Estats Units immediatament fent servir un passaport fals en lloc de buscar l'asil. En el procés, coneix una bella dona, Cham Thanh, que després viatja amb ell. Quan Woo i el seu nou amor s'aturen a les Filipines, descobreixen que les dones són estafades per quedar-s'hi per convertir-se en prostitutes. En lloc d'agafar l'avió als Estats Units, Woo Viet decideix quedar-se a les Filipines per salvar el seu amor. Tanmateix, com que es troba encallat al Chinatown de Manila, Woo Viet es veu obligat a treballar com a assassí.

## Repartiment
- Chow Yun-fat com Woo Viet
- Cora Miao com Leee Lap-quan
- Lo Lieh com Sahm
- Cherie Chung com Sum Ching
- Dave Brodett com Migual
- Fanny Serrano
- Ben Makalalay
- Josie "shoemaker" Tagle

## Premis
- 1981 - Hong Kong Film Awards, premi al millor guió